# I Know This Much Is True (Fernsehserie)
I Know This Much Is True ist eine US-amerikanische Miniserie des Senders HBO, die auf dem gleichnamigen Roman von Wally Lamb aus dem Jahr 1998 basiert. Mark Ruffalo spielt die Doppelrolle der Zwillingsbrüder Dominick und Thomas Birdsey. Derek Cianfrance ist Drehbuchautor und Regisseur der Serie. Im Mai 2020 begann die Erstausstrahlung der ersten vier von sechs Episoden. Im deutschsprachigen Raum war sie beim Sender Sky Atlantic HD im Fernsehen zu sehen und ist zudem über Sky Ticket per Video-on-Demand abrufbar.

## Handlung
Die Serie spielt in Three Rivers, Connecticut, in den frühen 1990er Jahren. Dominick Birdseys eineiiger Zwilling, Thomas Birdsey, leidet an paranoider Schizophrenie. Mit Hilfe von Medikamenten ist Thomas in der Lage, ein relativ ruhiges Leben zu führen und an einem Kaffeestand zu arbeiten, aber gelegentlich hat er schwere Schübe seiner Krankheit. In dem Glauben, den Golfkrieg durch einen aufopferungsvollen Protest zu beenden, schneidet sich Thomas in einer öffentlichen Bibliothek die Hand ab. Dominick begleitet ihn bei seiner Entscheidung, die Hand nicht wieder anzunähen, und setzt sich für ihn ein, um ihn aus einer ungeeigneten und deprimierenden Klinik für psychisch Kranke zu befreien.

## Episodenliste
| Nr. | Deutscher Titel | Originaltitel | Erstausstrahlung USA | Deutschsprachige Erstausstrahlung (D) | Regie            | Drehbuch                          |
| --- | --------------- | ------------- | -------------------- | ------------------------------------- | ---------------- | --------------------------------- |
| 1   | Episode 1       | Episode 1     | 10. Mai 2020         | 10. Mai 2020                          | Derek Cianfrance | Derek Cianfrance                  |
| 2   | Episode 2       | Episode 2     | 17. Mai 2020         | 17. Mai 2020                          | Derek Cianfrance | Derek Cianfrance                  |
| 3   | Episode 3       | Episode 3     | 24. Mai 2020         | 24. Mai 2020                          | Derek Cianfrance | Derek Cianfrance                  |
| 4   | Episode 4       | Episode 4     | 31. Mai 2020         | 31. Mai 2020                          | Derek Cianfrance | Derek Cianfrance                  |
| 5   | Episode 5       | Episode 5     | 7. Juni 2020         | 7. Juni 2020                          | Derek Cianfrance | Derek Cianfrance und Anya Epstein |
| 6   | Episode 6       | Episode 6     | 14. Juni 2020        | 14. Juni 2020                         | Derek Cianfrance | Derek Cianfrance und Anya Epstein |

## Produktion
Im Oktober 2018 war die Serienproduktion beschlossen. Die Dreharbeiten mit Ruffalo begannen im März 2019. Im April 2019 begann der Dreh mit Melissa Leo, Rosie O’Donnell, Archie Panjabi, Imogen Poots, Juliette Lewis und Kathryn Hahn. Am 9. Mai 2019 brach am Set der Serie ein Feuer aus. Ein Gebäude, die Filmausrüstung und 20 Oldtimer wurden zerstört. Es gab keine Verletzungen, aber die Dreharbeiten wurden unterbrochen. Gedreht wurde unter anderem im Hudson Valley.

## Rezeption
Die Serie ist dem Spiegel zufolge „ein Lichtblick im neuen Mittelmaß des Streaming-Überflusses“:

„Der HBO-Sechsteiler "I Know This Much Is True" kommt gerade recht, um daran zu erinnern, dass eine Fernsehserie in erster Linie künstlerische Ausdrucksform ist und keine Wohlfühlbeschaffungsmaßnahme. Kunst darf wehtun, und "I Know This Much Is True" verschwendet keine Zeit, um in ein paar offenen Wunden zu bohren. … Die Familie, neben der Tellerwäscher-Millionärs-Saga das Kronjuwel des amerikanischen Traums, ist hier Hort von Traumata. … Cianfrance nimmt sich mit "I Know This Much Is True" alle Freiheiten, die ihm das Format bietet. Der verwitterte Look schließt an US-Independentfilme an, die Dramaturgie entwickelt einen melancholischen Bewusstseinsstrom, der sich immer wieder zu hoch emotionalen Sequenzen zusammenzieht. So formt Cianfrance die Geschichte zu einer großen amerikanischen Tragödie, die nie ins Seifige abrutscht.“

„Alles in allem fällt es schwer, eine überschwängliche Kritik für die HBO-Miniserie I Know This Much Is True zu schreiben, zumal das düstere Zwillingsdrama mit Mark Ruffalo einem alle Lebensgeister aussaugt. Zwar ist das Ganze stimmungsvoll inszeniert, klug geschrieben und großartig gespielt, doch sollte man sich fragen, ob man so viel Lethargie in seinem Leben aktuell vertragen kann. Wenn ja, wird man bei Sky fündig, wo man die erste Episode schon jetzt streamen kann. Die lineare Deutschlandpremiere ist für den Sommer geplant, obwohl die Geschichte sicher besser in den Herbst passen würde...“

## Auszeichnungen
Hauptdarsteller Mark Ruffalo wurde 2020 mit dem Emmy ausgezeichnet sowie 2021 mit dem Golden Globe Award.